# Woodward & Lothrop
Woodward & Lothrop est une chaîne de grands magasins dont le siège se trouve à Washington, D.C., et qui commence comme le premier grand magasin de la capitale en 1887. Woodies, comme elle est souvent surnommée, possède des magasins dans les États du centre du littoral atlantique des États-Unis. Son magasin phare est un élément incontournable du quartier commerçant du centre-ville de Washington D.C., faisant concurrence à Garfinckel's (en) et acquérant Palais Royal. La chaîne dépose le bilan en janvier 1994 et termine sa liquidation en novembre 1995, la plupart des magasins ayant été vendus à J. C. Penney ou à May Department Stores Company. Le bâtiment phare est un monument historique de Washington qui devient le centre de la controverse sur les visions concurrentes de la rénovation urbaine de la ville après la disparition de la chaîne, et l'ancien entrepôt de service dans le nord-est de la ville est également classé comme monument historique.

## Histoire

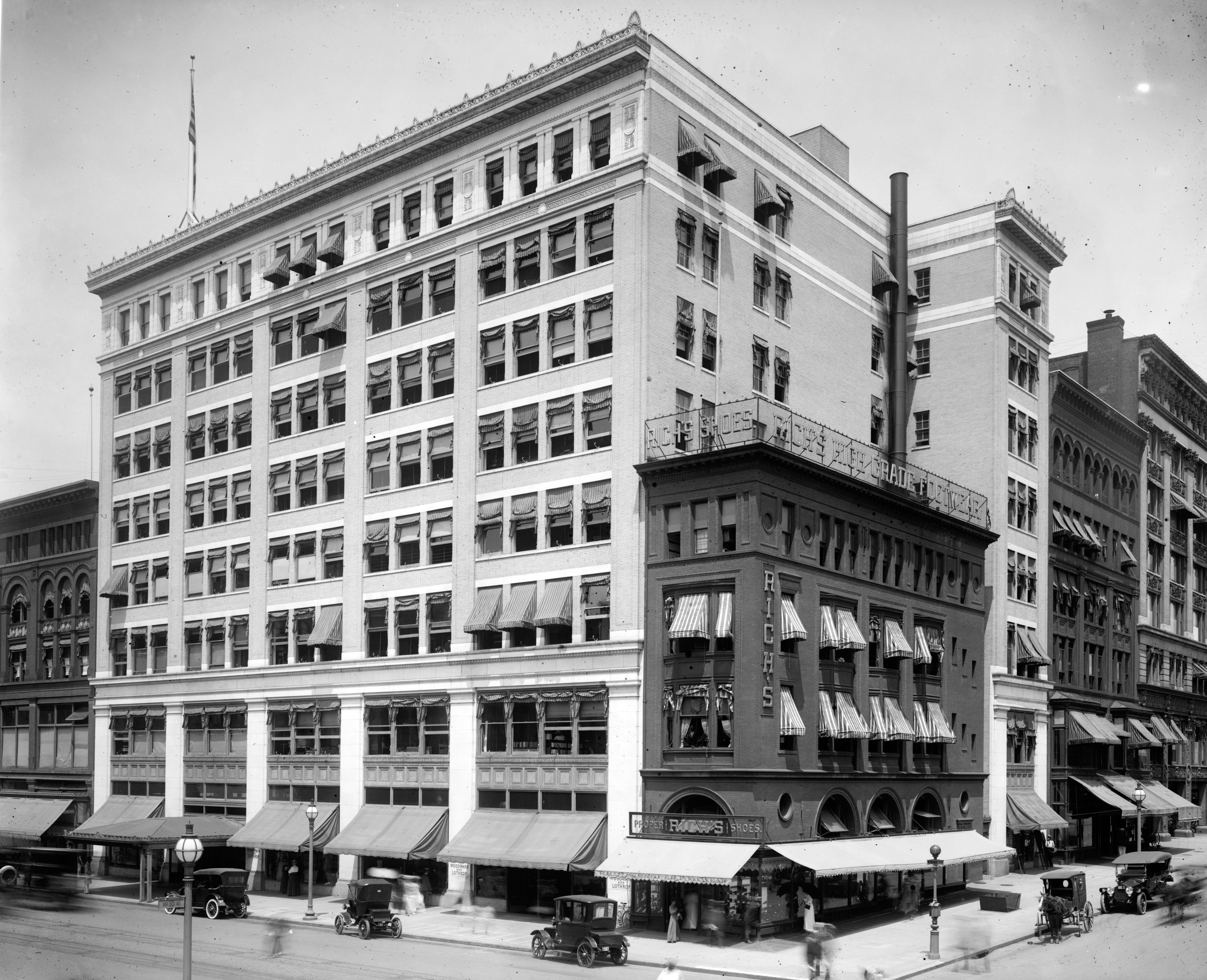
Un magasin Woodward & Lothrop à Washington dans les années 1910.

Samuel Walter Woodward et Alvin Mason Lothrop ouvrent un magasin de produits secs à Chelsea, dans le Massachusetts, en 1873, et tiennent plusieurs magasins dans la région de Boston. En partenariat avec Charles E. Cochrane, ils s'installent à Washington le 8 février 1880. Pendant de nombreuses années, leur grand magasin organise une vente du jour des fondateurs au début du mois de février pour commémorer le déménagement.
Woodward, Lothrop & Cochrane ouvre ses portes au 705 Market Space (aujourd'hui le United States Navy Memorial (en)), à l'intersection de Pennsylvania Avenue et de la 7e rue N.W., dans le quartier commerçant du centre-ville de Washington. Le premier magasin connaît un tel succès qu'un an plus tard, ils déménagent dans un local plus grand, au 921 Pennsylvania Avenue. Après une inondation en 1886, ils déménagent à nouveau à l'angle des 11e et F Streets NW. Woodward et Lothrop achètent la part de Cochrane dans le partenariat, et le nouveau magasin est rebaptisé Woodward & Lothrop.
Après la Seconde Guerre mondiale, Woodies s'étend aux centres commerciaux de banlieue, mais les familles propriétaires résistent à l'expansion par fusion, et la chaîne se développe lentement. Elle devient la cible de tentatives d'acquisition dans les années 1980, résistant à un achat à effet de levier par Ronald Baron en février 1984, mais acceptant une offre de 277 millions de dollars plus tard dans l'année de la part du magnat des centres commerciaux de Détroit, A. Alfred Taubman (en),. Mais Taubman s'est lourdement endetté lors de ses acquisitions des années 80, qui comprennent les grands magasins Wanamaker's basés à Philadelphie en 1986 ainsi que la maison de vente aux enchères Sotheby's et diverses propriétés.
Woodward & Lothrop se place sous la protection du chapitre 11 de la loi sur les faillites le 18 janvier 1994, avec un actif total de 608 millions de dollars et un passif total de 659 millions de dollars,. Une réduction drastique des coûts et une augmentation des chiffres de vente ne permettent cependant pas à l'entreprise de redevenir rentable, et la chaîne, y compris sa filiale John Wanamaker, est liquidée. Le 21 juin 1995, sept des magasins Woodward & Lothrop restants sont vendus à J. C. Penney et le reste ainsi que les magasins Wanamaker sont vendus à May Department Stores Company. En novembre 1995, tous les magasins Woodies ont terminé leur liquidation et sont définitivement fermés.

## Magasin phare

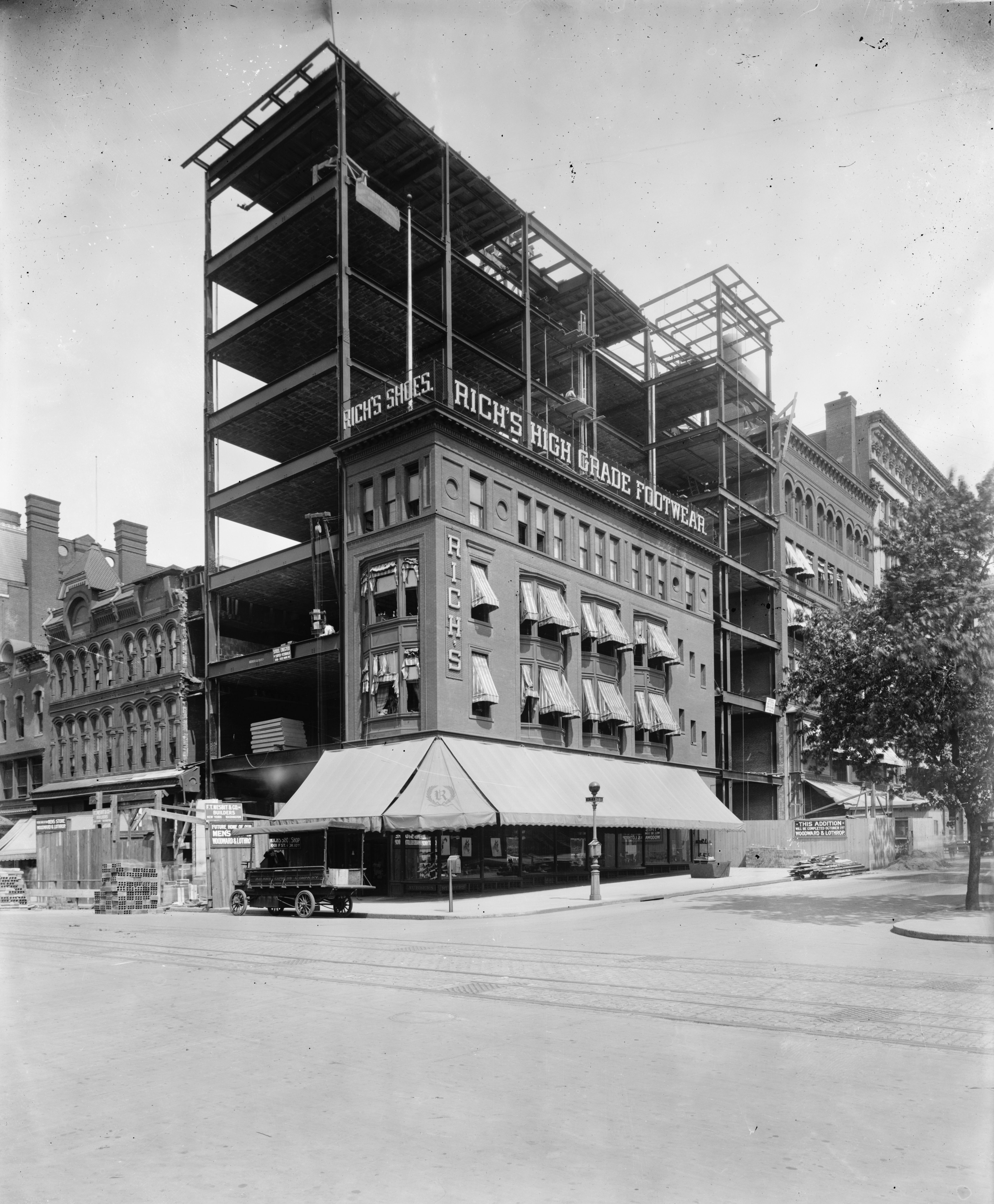
Le magasin phare de Woodward & Lothrop en cours de construction à Washington

Peu de temps après avoir emménagé dans le bâtiment historique de Carlisle en 1887, Woodward & Lothrop dépasse son espace et a commence à s'étendre, achetant les propriétés voisines. En 1897, elle occupe presque tout le pâté de maisons des 10e et 11e rues, et les rues F et G NW. En 1898 et 1902, les bâtiments sont rénovés derrière une nouvelle façade donnant sur G Street, conçue par Henry Ives Cobb,. Deux étages supplémentaires sont ajoutés en 1912 et 1913, et un autre bâtiment encore en 1925.
Le bâtiment atteint sa forme définitive en 1927. Il compte dix étages et abrite plus de 400 000 pieds carrés (37 161 216 m2) d'espace commercial. L'extérieur est décoré de fonte et de verre plombé avec des motifs floraux et le monogramme Woodward & Lothrop. Il est déclaré monument historique de Washington en 1964.

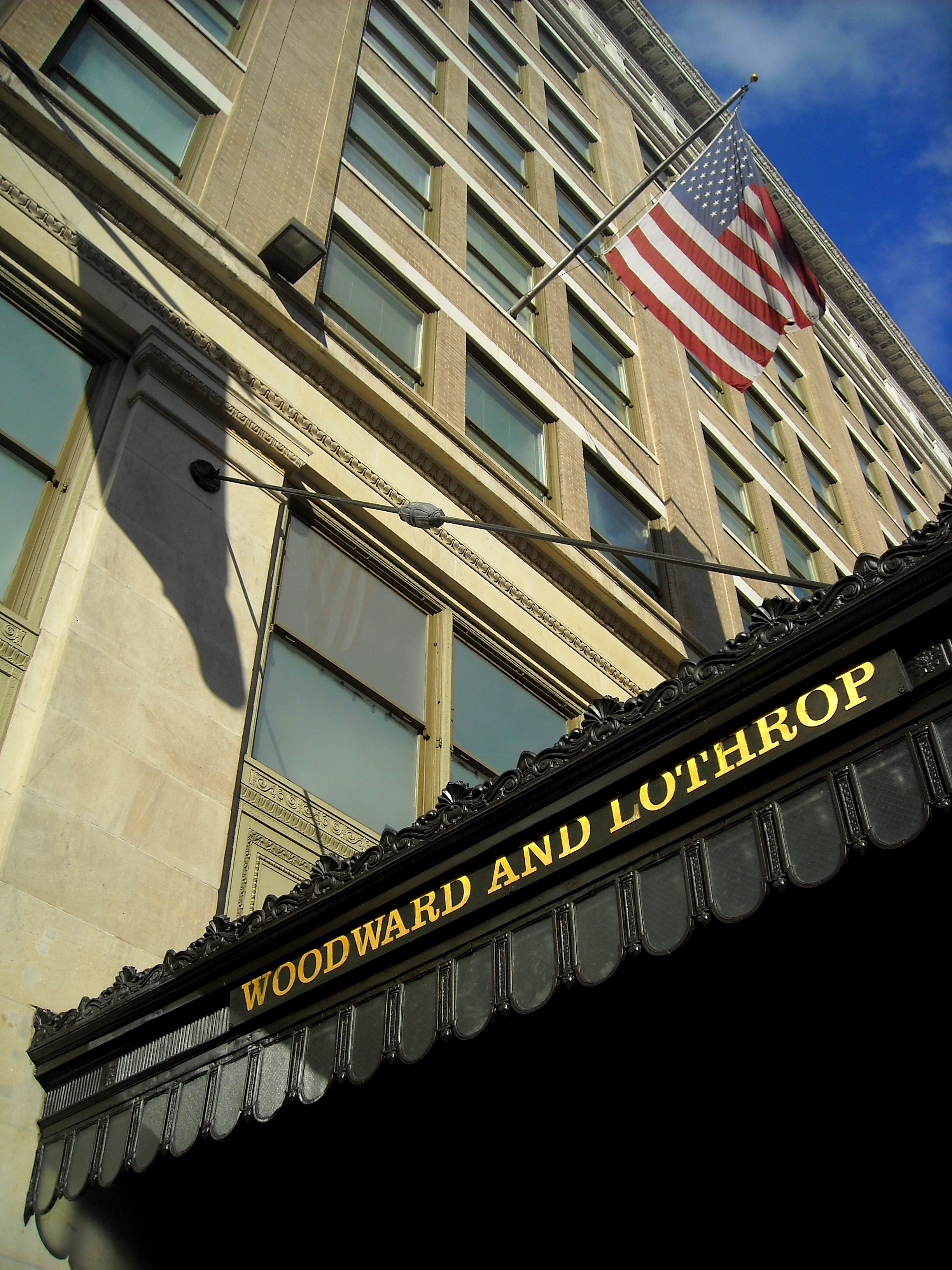
Enseigne d'entrée de Woodward & Lothrop dans l'ancien magasin phare de l'entreprise à Washington en 2008.

Dans les années 1980, le magasin fait appel à l'architecte Michael Graves pour réaménager son rez-de-chaussée, où il incorpore les plaques de monogramme W&L, signature de la société, sur les colonnes.
Après la liquidation de la chaîne, le magasin reste vide pendant que les promoteurs et les responsables de la ville débattent de son avenir. La ville fait d'abord pression pour que l'endroit soit rouvert en tant que Macy's, mais le propriétaire de Macy's, Federated Department Stores (aujourd'hui Macy's Inc.), refuse ; l'espace est trop grand, a besoin d'être rénové et est situé dans le centre-ville de Washington, où le shopping a diminué par rapport aux banlieues. Finalement, l'opéra national de Washington achète le bâtiment en 1996 pour 18 millions de dollars, cherchant à le faire rénover pour en faire sa nouvelle maison.
Malheureusement, le coût de la transformation de l'espace commercial en une maison d'opéra s'avère décourageant : deux cents millions de dollars. Le bâtiment reste vide jusqu'en 1999, date à laquelle il est vendu au promoteur Douglas Jemal (en) pour 28,2 millions de dollars. Les activistes du quartier veulent que Jemal convertisse le bâtiment en un usage mixte, comprenant des espaces artistiques, des restaurants, des logements et des commerces, ce dernier préfère l'utiliser pour des bureaux et des commerces. La commission de zonage du district de Columbia refuse la proposition de Jemal, et le bâtiment reste vide pendant deux années supplémentaires.
Finalement, en 2001, la Commission approuve le projet de bureaux et de commerces, à condition que Jemal construise des logements sur un autre site, et la rénovation commence. Le bâtiment rouvre ses portes en 2003, après presque dix ans. Le détaillant de vêtements suédois Hennes & Mauritz (H&M) est le premier locataire important.
Le 21 août 2007, le détaillant de meubles et d'articles ménagers West Elm ouvre ses portes dans l'immeuble. Toujours en 2007, un Zara de trois étages y ouvre également, tandis que la succursale du musée de cire Madame Tussauds à Washington ouvre dans l'immeuble adjacent, Rich's Shoes, qui est resté en retrait alors que Woodward & Lothrop agrandit son ancien magasin phare pour couvrir tout le pâté de maisons.
Outre le magasin du centre-ville de Washington, l'ancien entrepôt de service de Woodward & Lothrop situé au 131 M Street, NE est également déclaré monument historique de Washington en 1993. Un exemple de l'architecture Streamline Moderne, il est ajouté au registre national des lieux historiques en 2005.